# Masbourg
Masbourg (Waals: Masbor) is een plaats en deelgemeente van de Belgische gemeente Nassogne. Masbourg ligt in de provincie Luxemburg waarvan het tot 1 januari 1977 een zelfstandige gemeente was. In 1858 werd een deel van de gemeente afgesplitst tot oprichting van de gemeente Grupont.
Masbourg ligt in het dal van de Masblette, een zijriviertje van de Lhomme. Hoog boven het dal ligt het gehucht Mormont.

## Demografische ontwikkeling
- Bronnen:NIS, Opm:1831 tot en met 1970=volkstellingen, 1976= inwoneraantal op 31 december

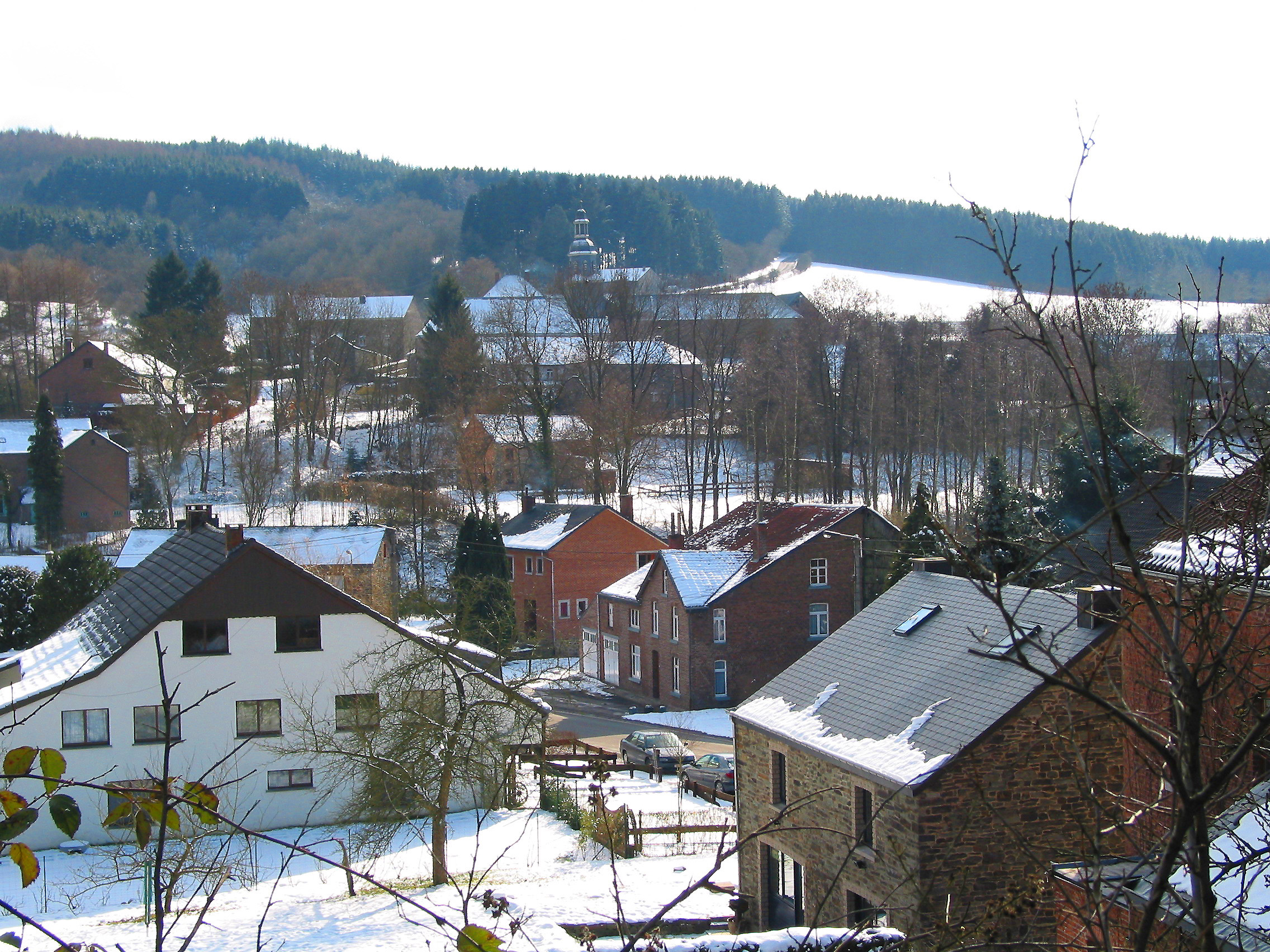
Uitzicht op Masbourg

- 1866: Afsplitsing van Grupont

Deelgemeenten: Ambly · Bande · Forrières · Grune · Harsin · Lesterny · Masbourg · Nassogne

Overige dorpen: Charneux · Chavanne · Mormont

Belgische gemeenten · Arrondissement Marche-en-Famenne · Luxemburg · Wallonië